# Álex Cruz
Alejandro Cruz Rodríguez, detto Álex (Mogán, 17 giugno 1990), è un calciatore spagnolo, centrocampista svincolato.